# Yoshikawa
Yoshikawa (吉川市 Yoshikawa-shi?) es una ciudad en la prefectura de Saitama, Japón, localizada en el centro-este de la isla de Honshū, en la región de Kantō. El 1 de marzo de 2021 tenía una población estimada de 72 139 habitantes y una densidad de población de 2279 personas por km².

## Geografía
Yoshikawa está localizada en el extremo oriental de la prefectura de Saitama, en el tramo central del río Edo y el río Naka, y está a aproximadamente 20 kilómetros del centro de Tokio. Limita con las ciudades de Koshigaya, Sōka y Misato y con el pueblo de Matsubushi en Saitama y con las ciudades de Nagareyama y Noda en la prefectura de Chiba.

## Historia
El área de Yoshikawa era territorio dentro de la provincia de Shimōsa durante el shogunato Tokugawa del período Edo. La villa de Yoshikawa fue creada dentro del distrito de Kitakatsushika el 1 de abril de 1889. Fue elevada al estado de pueblo el 1 de noviembre de 1915. El 1 de marzo de 1955 anexionó las villas vecinas de Asahi y Miwanoe. La población comenzó a aumentar rápidamente en los años setenta, ochenta y noventa, y Yoshikawa fue elevada al estatus de ciudad el 1 de abril de 1996.

## Demografía
Según los datos del censo japonés, la población de Yoshikawa ha crecido fuertemente en los últimos 50 años.
| Gráfica de evolución demográfica de Yoshikawa entre 1940 y 2015 |
|                                                                 |
| Oficina de Estadística de Japón                                 |